# Абатство Премонтре
 Тази статия е за абатството в Премонтре.  За абатството в Понт а Мусон вижте Абатство Премонтре (Понт а Мусон).  
Абатство Премонтре (на френски: Abbaye de Prémontré) е историческо норбертинско абатство, в община Премонтре, департамент Ен, регион Пикардия, северна Франция.

## История
Абатството е основано през 1120 г. от свети Норберт Ксантенски, като по името на абатството и членовете на основания от него орден започнали да се наричат норбертинци или премонстранти.
По време на Френската революция абатството е разпуснато, монасите прогонени, а имуществото на манастира – конфискувано и продадено на търг. След няколко промени в собствеността на абатството, през 1861 г. то е преустроено в психиатрична болница.
От средновековното абатство, почти нищо не е оцеляло. Само три сгради от 17-и и 18 век са запазени до днес, една от които се използва като църква, посветена на Свети Норберт. Останалата част продължава да функционира като психиатрична болница